# دین انسانیت

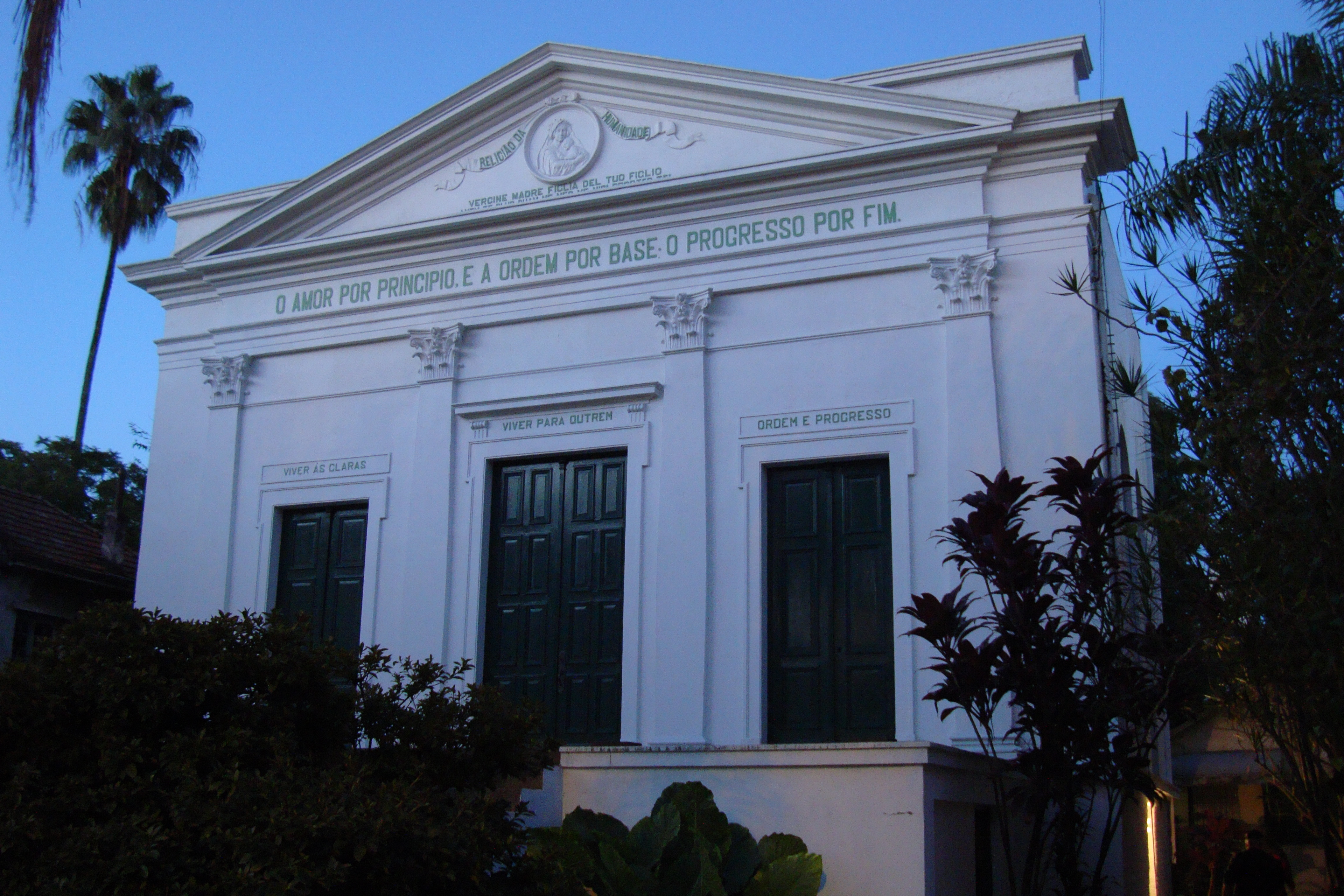
معبد پوزیتیویستی در Porto Alegre

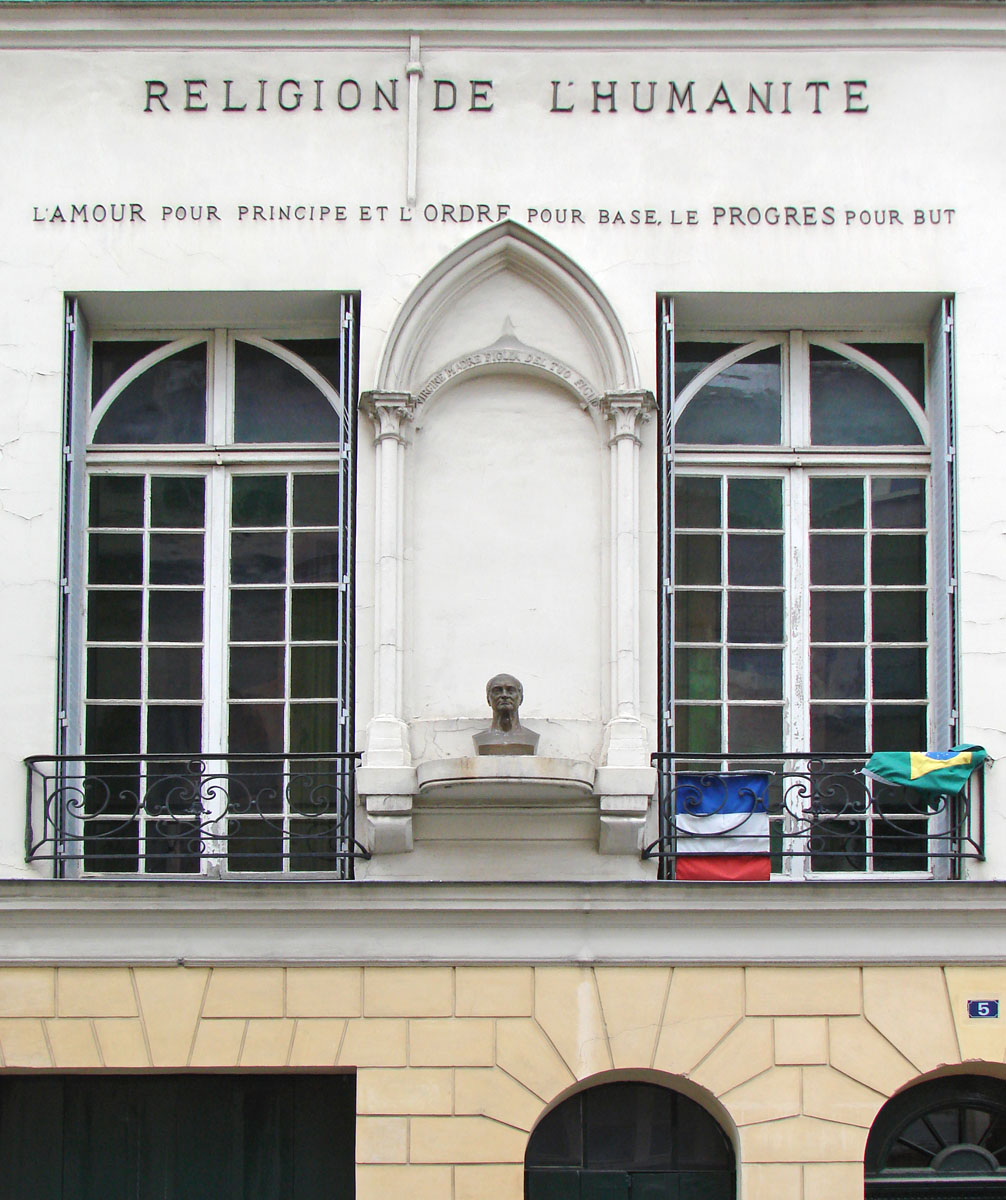
کلیسای انسانیت در پاریس

دین انسانیت (از فرانسوی Religion de l'Humanité یا église positiviste ) یک دین سکولار است که توسط اگوست کنت (1857-1798) پایه‌گذار فلسفه پوزیتیویستی ایجاد شده است. پیروان این آیین در فرانسه و برزیل کلیساهای انسانیت بنا کرده‌اند.

برخی از اسلام به‌عنوان «دین انسانیت» یاد کرده‌اند.

## اصول
کنت در Système de politique pozitive اصول دینش را بیان کرد: 
- نوع‌دوستی: که منجر به بخشندگی و وقف کردن فروتنانه به دیگران شود.
- نظم: کنت فکر می‌کرد که پس از انقلاب فرانسه، جامعه به احیای نظم نیاز دارد.
- پیشرفت: پیامدهای پیشرفت‌های صنعتی و تکنولوژیک برای جوامع بشری.